# Chácara da Floresta
O Estádio da Floresta (ou Chácara da Floresta) foi o primeiro estádio de futebol da história do São Paulo Futebol Clube e o segundo em importância para a cidade de São Paulo - o primeiro foi o Velódromo de São Paulo, o primeiro estádio de futebol do Brasil. Reinaugurado em 9 de março de 1930, era situado no bairro da Ponte Grande (Ponte das Bandeiras), na região central da cidade de São Paulo.
O estádio, muito modificado, ainda existe e se encontra dentro do extinto Clube de Regatas Tietê, no Bom Retiro. No entanto, a floresta que dava nome ao estádio foi muito desmatada, restando apenas uma pequena área de preservação.

## História
A Chácara da Floresta já existia no começo do século XX, quando seu dono, um certo Sr. Batista, o alugou por 50.000 réis à "Societá Canottieri Esperia", atual Clube Esperia, para a prática do Remo, sendo ali erguidas as primitivas instalações do clube. Em 1903 o Esperia teve que abandonar a sede, mudando-se para a outra margem do Tietê, pois a Chácara fora comprada pelo Sr. "Alípio Borba", presidente do "Clube de Regatas São Paulo", passando a ser sede deste. Até este momento não havia estádio na chácara, que era local para esportes aquáticos *(1).
Construído em 1906, o Estádio de Futebol da Chácara pertenceu, a princípio, ao Clube de Regatas São Paulo *(1). Mas com o fim deste em 1913, foi adquirido pela Associação Atlética das Palmeiras, sendo remodelado em 1915, e tendo sua capacidade expandida para 15.000 lugares. *(2)
O Velódromo de São Paulo, adaptado para o Futebol pelo Paulistano em 1900, foi o principal campo da capital até 1915, pois no ano seguinte foi demolido pela Prefeitura de São Paulo, em nome da urbanização. A Associação Paulista de Esportes Atléticos então transferiu suas arquibancadas para a Floresta.
Desde 1903, a AA Palmeiras jogava em seus domínios, no espaço compreendido entre as ruas Martim Francisco, Barão de Tatuí, Baronesa de Itu, e Avenida Angélica, onde surgiu o primeiro campo do "Palmeiras Alvinegro". Mas  após o fim do "CR São Paulo", a compra da Chácara com seu estádio e a instalação das arquibancadas acima citadas, o "Palmeiras Alvinegro" começou a  mandar ali seus jogos, passando a ter a "Floresta" como seu estádio e lar.
De 1915 a 1917 a "Chácara da Floresta" era o único campo para os jogos do Campeonato Paulista, ampliada, com capacidade para 2.000 lugares sentados sobre as antigas arquibancadas do Velódromo e 13.000 lugares em pé.(3) Por sinal, foi por anos o local para os encontros entre as seleções Paulista e Carioca de Futebol. O estádio era onde a AA Palmeiras mandava seus jogos desde o surgimento do campo, mas outros clubes também mandaram jogos na Floresta, como o Palestra Itália, Corinthians, Paulistano (após a demolição do Velódromo).
Com a incorporação do patrimônio da AA das Palmeiras ao recém-formado São Paulo Futebol Clube em 1930 passou a Floresta a ser a casa deste, sendo que foram realizados pelo São Paulo na chácara 71 jogos, com 52 vitórias, 14 empates e 5 derrotas, e foram 225 gols marcados e 56 gols sofridos.
Por fim, em 1935, o São Paulo FC estava desestabilizado politicamente na CDB, contestando os rumos do futebol profissional no Brasil, optando sua diretoria pela fusão administrativa ao Clube de Regatas Tietê, que adquiriu seu patrimônio físico e passou a ser dono do Estádio da Floresta. O estádio existe, surpreendentemente, até os dias de hoje, porém muito modificado, sem as arquibancadas e cercado não pelo bosque original, mas pela Marginal Tietê, Ponte das Bandeiras e Avenida Tiradentes.

### Como era a chácara

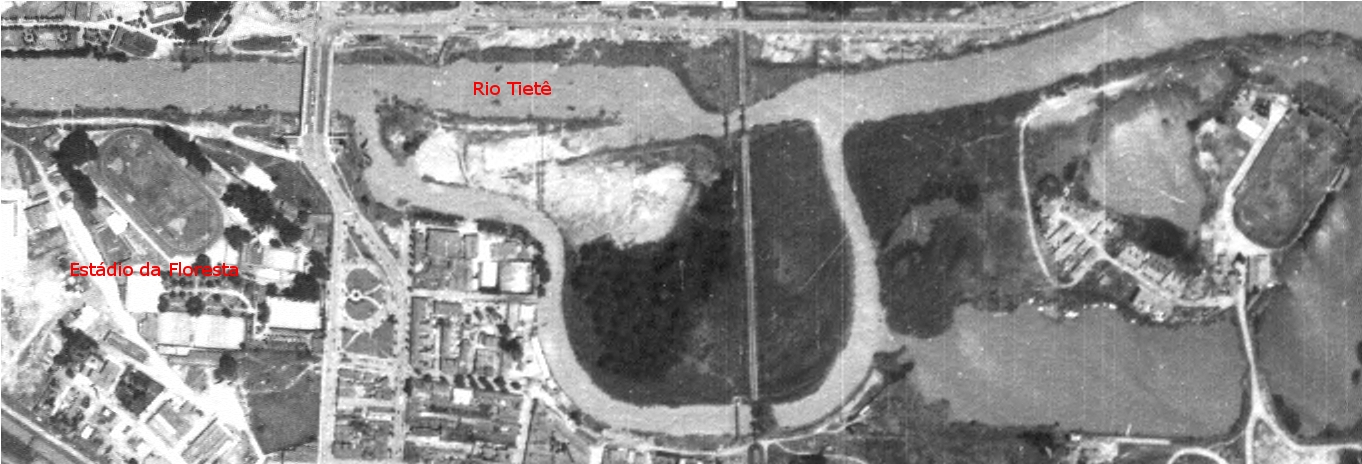
Estádio da Floresta em fotografia aérea de 1940

O campo era na Chácara da Floresta, nas proximidades da Ponte Grande, junto ao rio Tietê. Era, no dizer do historiador Pereira de Souza, "um simples parque de velhas figueiras entremeadas de coqueiros, tudo como a ocultar discreto Recreio, contemplando o velho Anhembi, transportando, de bubuia, batelões conduzindo areia, lenha e tijolos". *(3)
A chácara ficava entre o Clube São Bento e o CR Tietê, chegando-se a ela por um corredor entre os dois. O gramado era de primeira qualidade, ainda que as instalações, em geral, fossem modestas, conforme relato feito por Carlos Eduardo Toledo, o Toledinho, que acentua: "Era o campo todo cercado por arquibancadas de madeira, com os vestiários para os jogadores embaixo da arquibancada principal, coberta. Os jogos do São Paulo FC lotavam o campo, cabia quinze mil pessoas. A torcida era grande e entusiasmada".
A iluminação do estádio foi inaugurada em 28 de março de 1930, e para comemorar houve um jogo preliminar entre os Segundos Quadros do São Paulo 4x0 Corinthians e um  amistoso entre Combinado Paulista da APEA contra o Sportivo Buenos Aires da Argentina, que terminou com a vitória do São Paulo por 8 a 1.
Essa partida de futebol, foi a primeira entre clubes realizada durante a noite em São Paulo.
O primeiro jogo da história do Campeonato Paulista disputado com luz artificial, aconteceu na Floresta em 17 de maio de 1930, entre São Paulo e Sírio, jogo que terminou empatado em 2 a 2.
Jogando na Chácara da Floresta o São Paulo só foi derrotado uma única vez por um rival, sendo esta, São Paulo 2 x 3 Palestra Itália em 8 de maio de 1932, pelo Campeonato Paulista.